# Koryolink
Koryolink (tiếng Hàn Quốc: 고려링크), là một liên doanh giữa công ty Ai Cập Orascom Telecom và Tập đoàn Bưu chính và Truyền thông Triều Tiên (KPTC), là nhà mạng di động có 3G đầu tiên ở Bắc Triều Tiên. Công ty Ai Cập này sở hữu 75% Koryolink, được biết đến là một công ty chuyên đầu tư hạ tầng viễn thông tại các nước đang phát triển. Sóng di động có mặt tại Bình Nhưỡng, cùng với 5 thành phố, 8 đại lô và các tuyến đường sắt. Số di động ở đây bắt đầu với tiền tố +850 (0)192.

## Lịch sử
Orascom Telecom được cấp phép cung cấp hệ thống mạng di động 3G ở Bắc Triều Tiên vào tháng 1 năm 2008. Koryolink bước đầu xây dựng hệ thống 3G phủ sóng tại Bình Nhưỡng - vùng có dân số hơn 2 triệu người, với hy vọng sau này sẽ phủ sóng toàn bộ lãnh thổ Bắc Triều Tiên.
Khi Koryolink ra mắt, động thái này đã gây tranh cãi đối với Orascom có trụ sở ở Ai Cập vì Triều Tiên đang chịu lệnh trừng phạt quốc tế kể từ khi nước này dẫn đầu các vụ thử hạt nhân năm 2006.
Bắt đầu hoạt động vào tháng 12 năm 2008, mạng đã có hơn 5,300 thuê bao. Báo cáo của Orascom cho thấy số thuê bao là 432,000 sau hai năm hoạt động (tháng 12 năm 2010), tăng lên 809,000 vào tháng 9 năm 2011, và đạt ngưỡng 1 triêu vào tháng 2 năm 2012. Đến tháng 4 năm 2013, số lượng thuê bao gần hai triệu.  Năm 2011, 99.9% khách hàng của Koryolink có quyền truy cập 3G.
Năm 2015 số lượng thuê bao vượt quá ba triệu và mạng đã có lãi. Tuy nhiên, Chính phủ Triều Tiên đã từ chối cho phép chuyển lợi nhuận từ Triều Tiên sang Orascom và thậm chí bắt đầu một hãng viễn thông thứ 2 (Kangsong Net) để cạnh tranh với Koryolink. Kết quả là Orascom trong báo cáo kết quả tài chính đã nói rằng họ đã mất quyền kiểm soát đối với các hoạt động của Koryolink.
Sau khi Hội đồng Bảo an Liên Hợp Quốc thắt chặt các lệnh trừng phạt đối với Triều Tiên, Orascom đã được miễn trừ vào tháng 9 năm 2018 để tiếp tục các hoạt động của Koryolink tại Triều Tiên Nghị quyết 2375 của Liên Hợp Quốc thông qua ngày 9 tháng 1 năm 2018 cho phép các hoạt động của Orascom tại Bắc Triều Tiên là hợp pháp.
Vào tháng 2, năm 2018. Hãng cho ra mạng Internet 4G, với tốc độ đạt từ 32-53 mbp/s. Có thể gọi video qua mạng xã hội VK một cách ổn định và xem video trên Youku với chất lượng hình ảnh FHD (1080). Giá cước 4G tương đối rẻ, chỉ khoảng từ 1000-2000 KWP/tháng tuỳ theo gói cước lựa chọn.

## Sử dụng bởi người nước ngoài
Ngày 26/2/2013, Koryolink ra mắt dịch vụ Internet cho người nước ngoài. Ngày 29 tháng 3 năm 2013, Koryolink hạn chế dịch vụ Internet cho người nước ngoài.

## Chính phủ quản lý
Theo Orascom, chính phủ Bắc Triều Tiên giám sát tất cả các hoạt động mạng kể từ ít nhất là năm 2009. Chỉ các cuộc gọi trong phạm vi Bắc Triều Tiên mới được phép trên Koryolink. Tuy nhiên, điện thoại nhập lậu đã được sử dụng ở ngay biên giới Trung Quốc để quay số trực tiếp quốc tế
Tháng Hai năm 2012, chính phủ bác bỏ có lệnh cấm người dùng từ internet trong thời gian tang của cố lãnh tụ Kim Jong-il.
Tháng 9 năm 2014, Koryolink đã sửa một lỗ hổng cho phép người dùng trong nước nhận được các cuộc gọi quốc tế và truy cập internet được thiết kế chỉ dành cho khách du lịch.

## Phân chia cổ phần
Koryolink là nhà mạng di động điều hành bởi Cheo Technology, một liên doanh giữa Orascom Telecom Media and Technology Holding (OTMT) nắm 75% cổ phần, và Tập đoàn Bưu chính và Truyền thông Triều Tiên (KPTC) thuộc sở hữu nhà nước nắm giữ 25% cổ phần.